# Llista de muntanyes de l'Alcalatén
Llista de muntanyes a la comarca de l'Alcalatén, al País Valencià.
| Nom                        | Altura   | Municipi   | Unitat de relleu       | Coordenades                                            | Foto |
| -------------------------- | -------- | ---------- | ---------------------- | ------------------------------------------------------ | ---- |
| Penyagolosa                | 1.814 m. | Xodos      | Massís del Penyagolosa | 40° 13′ 33″ N, 0° 20′ 57″ O / 40.2258°N,0.3492°O       |      |
| Tossal de l'Albagés        | 1.481 m. | Xodos      | Massís del Penyagolosa | 40° 15′ 59″ N, 0° 18′ 29″ O / 40.2663276°N,0.3080002°O |      |
| Tossal de les Mallades     | 1.476 m. | Xodos      | Massís del Penyagolosa | 40° 14′ 02″ N, 0° 19′ 59″ O / 40.2339483°N,0.3329795°O |      |
| el Marinet                 | 1.466 m. | Xodos      | Massís del Penyagolosa | 40° 14′ 46″ N, 0° 18′ 47″ O / 40.2460057°N,0.3131848°O |      |
| Cabeço Roig                | 1.399 m. | Xodos      | Massís del Penyagolosa | 40° 12′ 33″ N, 0° 19′ 16″ O / 40.2091059°N,0.3211402°O |      |
| Cabeço Roig                | 1.399 m. | Llucena    | Massís del Penyagolosa | 40° 12′ 33″ N, 0° 19′ 16″ O / 40.2091059°N,0.3211402°O |      |
| Tossal de la Carrascosa    | 1.305 m. | Xodos      | Massís del Penyagolosa | 40° 12′ 56″ N, 0° 18′ 21″ O / 40.2155211°N,0.3057497°O |      |
| el Carril                  | 1.198 m. | Xodos      | Massís del Penyagolosa | 40° 15′ 36″ N, 0° 16′ 40″ O / 40.2599759°N,0.277742°O  |      |
| Roca Noguera               | 1.170 m. | Xodos      | Massís del Penyagolosa | 40° 12′ 12″ N, 0° 16′ 09″ O / 40.203403°N,0.269277°O   |      |
| la Picossa de la Mançanera | 1.053 m. | Llucena    |                        | 40° 09′ 04″ N, 0° 21′ 05″ O / 40.1512409°N,0.3512611°O |      |
| Tossal del Cabeço          | 1.002 m  | Llucena    | Massís del Penyagolosa | 40° 09′ 33″ N, 0° 21′ 21″ O / 40.1591439°N,0.3558405°O |      |
| Tossal de Gosalbo          | 870 m.   | Llucena    | Serra de la Creu       | 40° 09′ 37″ N, 0° 13′ 38″ O / 40.1602016°N,0.2271052°O |      |
| Tossal de la Cova Pedrissa | 856 m.   | Llucena    | Serra de l'Alcora      | 40° 06′ 40″ N, 0° 16′ 55″ O / 40.1109964°N,0.2820165°O |      |
| Cabeço Blanc               | 786 m.   | Llucena    |                        | 40° 04′ 11″ N, 0° 18′ 43″ O / 40.0696604°N,0.3120561°O |      |
| Tossal del Castellet       | 777 m.   | Les Useres | Serra de la Creu       | 40° 09′ 18″ N, 0° 12′ 25″ O / 40.1550197°N,0.2068121°O |      |
| Tossal del Castellet       | 777 m.   | Llucena    | Serra de la Creu       | 40° 09′ 18″ N, 0° 12′ 25″ O / 40.1550197°N,0.2068121°O |      |
| Penya Roja                 | 740 m.   | les Useres | Serra de la Creu       | 40° 08′ 42″ N, 0° 11′ 52″ O / 40.1450227°N,0.1977725°O |      |
| Penya Roja                 | 740 m.   | Llucena    | Serra de la Creu       | 40° 08′ 42″ N, 0° 11′ 52″ O / 40.1450227°N,0.1977725°O |      |
| Penya Roja                 | 740 m.   | Figueroles | Serra de la Creu       | 40° 08′ 42″ N, 0° 11′ 52″ O / 40.1450227°N,0.1977725°O |      |
| les Bateries               | 715 m.   | Llucena    | Serra de la Creu       | 40° 07′ 47″ N, 0° 16′ 56″ O / 40.1298362°N,0.2821526°O |      |
| Roca del Sol               | 595 m.   | les Useres | Serra de la Creu       | 40° 13′ 06″ N, 0° 08′ 29″ O / 40.218455°N,0.1412656°O  |      |
| Tossal del Cabeço          | 589 m.   | Costur     |                        | 40° 07′ 39″ N, 0° 10′ 48″ O / 40.1274216°N,0.1799209°O |      |
| el Cabeço                  | 497 m.   | l'Alcora   | Serra de l'Alcora      | 40° 06′ 22″ N, 0° 13′ 26″ O / 40.1060401°N,0.223834°O  |      |